# 拉斯·戈丁
拉斯·戈丁（瑞典語：Lars Gårding，1919年3月7日—2014年7月7日)，瑞典数学家，在偏微分方程领域有突出贡献。他是瑞典隆德大学名誉教授，与Marcel Riesz同为拉尔斯·霍尔曼德尔的论文导师。其于1953年成为瑞典皇家科学院成员。

## 选著
- 1977. Encounter with Mathematics, 1st. （中文译作《数学概观》, 胡作玄, 科学出版社, 2001）
- 2013. Encounter with Mathematics，平装重印. 施普林格